# 教育法学
教育法学是以教育学和法学为理论基础，以教育法、教育法律现象及其发展规律为研究对象的一门交叉学科。

## 历史
1957年，联邦德国学者黑克尔和所著《学校法学》一书，系统阐述学校制度的法律构成及其管理、教育法律关系等，被认为是世界上第一部系统的教育法学著作。
在中华人民共和国，改革开放时期教育立法后，学术界开始研究教育立法实践中的问题。目前教育法学的学科地位仍然没有得到真正的确立。研究教育法学的知名学者有劳凯声、秦惠民、褚宏启等。